# TmRNA

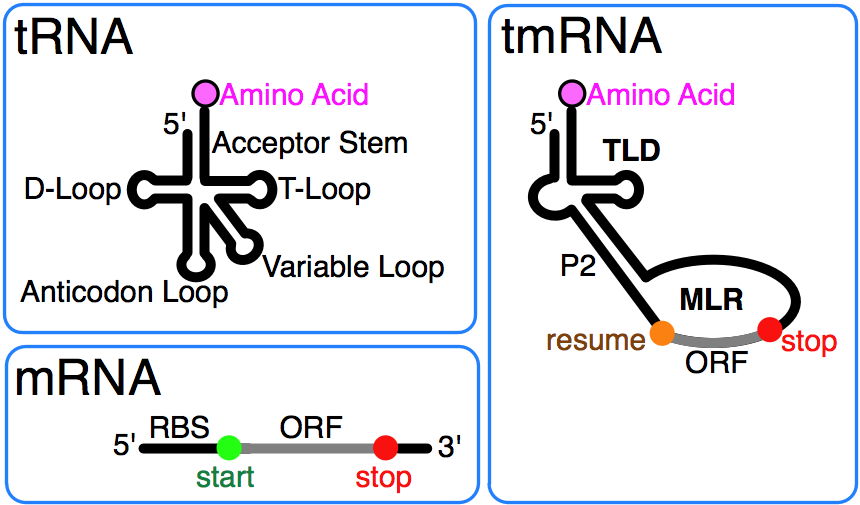
tmRNA combineert eigenschappen van tRNA en mRNA

TmRNA (met een kleine letter t) is een soort samenstelling van een bepaald soort tRNA en mRNA. Wanneer een ribosoom vastloopt bij de translatie van mRNA bij prokaryoten, komt tmRNA in actie. Deze bindt dan aan de A-site met het tRNA-deel van het tmRNA. Aan het tRNA-deel zit een alanine, deze wordt aan de polypeptideketen toegevoegd. Het tRNA-deel schuift vervolgens op naar de P-site van het ribosoom en het mRNA-deel van het tmRNA komt als template bij het ribosoom. Dit mRNA-deel codeert voor tien alanines, deze worden aan de polypeptideketen gekoppeld. De elf aminozuur lange alanine-tag kan door specifieke proteases worden herkend en het incomplete eiwit kan worden afgebroken.